# Phytomyza redunca
Phytomyza redunca är en tvåvingeart som beskrevs av Mitsuhiro Sasakawa 2006. Phytomyza redunca ingår i släktet Phytomyza och familjen minerarflugor.
Artens utbredningsområde är Hongkong (Kina). Inga underarter finns listade i Catalogue of Life.